# Казка про принцесу Каґую
«Казка про принцесу Каґую» (яп. かぐや姫の物語, Кагуя хіме но моногатарі) — повнометражний анімаційний фільм студії Ghibli, що вийшов 23 листопада 2013 року. Режисером фільму виступає Ісао Такахата. Аніме засноване на однойменній японській казці. Фільм номінований на Оскар в категорії «найкращий анімаційний повнометражний фільм».

## Сюжет
Сюжет базується на Повісті Такеторі моноґатарі.
Складальник бамбука Міяцуко знаходить на одному зі стебел істоту, яка виглядає, немов маленька принцеса. Міяцуко і його дружина вдочерили дівчинку, яка відразу ж стає звичайним з вигляду немовлям. Однак їх дочка, яка отримала прізвисько Бамбученя, дивує всіх швидким зростанням. Вона бере участь в іграх сусідніх дітей, самим її близьким другом стає юнак, на ім'я Сутемару.
Тим часом Міяцуко знаходить в стеблах бамбука золото і дорогі вбрання і розуміє, що повинен зробити дочку принцесою. Він купує їй будинок у столиці та відвозить її туди, попри її бажання бути разом з сільськими друзями. Придворна дама, на ім'я Сагамі вчить дівчинку етикету і грі на кото, в якій та демонструє приголомшливі успіхи.
Коли дівчинка досягає повноліття, жрець Акіта дає їй ім'я «Каґуя» («осяяна»). Під час бенкету, влаштованого на честь цього Міяцуко, дівчина бачить сон, в якому вона під величезним місяцем біжить в рідне село. Там вона дізнається, що Сутемару і його сім'я пішла з цих місць у пошуках їжі.
Акіта розповідає про переваги принцеси знатним вельможам, і ті починають свататися до неї, порівнюючи її з різними легендарними предметами. Вона просить їх знайти ці речі, обіцяючи в такому випадку вийти за них заміж, а потім викриває їх обман. Однак один із наречених гине, виконуючи її завдання, що занурює її в тугу.
Дізнавшись про все, що трапилося, сам імператор Мікадо пропонує принцесі стати фрейліною, але отримує відмову. Мікадо з'являється в палац принцеси й намагається відвезти її силою, але та зникає і з'являється лише після обіцянки припинити домагання.
Незабаром Каґуя розповідає прийомним батькам, що згадала хто вона і найближчим часом має залишити їх: насправді вона з'явилася з Місяця і під час сцени з імператором попросила захистити її. Тепер її забирають на Місяць, де надівши місячне вбрання вона забуде все, що сталося на Землі. В останній раз вона відвідує рідні місця. В цей час Сутемару, який вже повернувся, бачить сон, в якому літає разом з подругою, але, зрештою, відпускає її.
Нарешті, у призначену дату за принцесою приїхала ціла делегація з Місяця, і вона неохоче змушена розпрощатися з прийомними батьками. Востаннє вона обіймає рідних і на неї одягають місячне вбрання, що дарує забуття. По дорозі до місяця Каґуя обертається на Землю і сльози з'являються на її очах.

## Озвучення
| Актор          | Роль            |
| -------------- | --------------- |
| Акі Асакура    | Принцеса Каґуя  |
| Кенго Кора     | Сутемару        |
| Такео Тіі      | Міяцуко         |
| Нобуко Міямото | Дружина Міяцуко |
| Ацуко Такахата | Сагамі          |

## Створення фільму
Про створення нового повнометражного фільму студії «Гіблі» стало відомо у 2008 році на 62-му Локарнському кінофестивалі. Тоді ж з виступу режисера Такахата стало ясно, що сюжет стрічки буде базуватися на казці про принцесу Каґуї.

## Прем'єра
13 грудня 2012 вихід фільму остаточно підтверджений студією, з прем'єрою влітку 2013 року (одночасно з іншою стрічкою — «Здійнявся вітер»). Це перший випадок за останні 25 років, коли студія Гіблі випускає два фільми аніме-маестро одночасно. Минулого разу одночасно виходили «Могила світлячків» і «Мій сусід Тоторо». Також це перша за 14 років робота Ісао Такахата з часів «Мої сусіди Ямада». У лютому 2013 року, дистриб'ютор Toho оголосила, що реліз «Казка про принцесу Кагуе» буде відкладено на 30 січня 2014 року, посилаючись на те, що розкадровки ще не завершені, а 19 серпня на сайті студії Гіблі оголошено про прем'єру 23 листопада 2013 року.

## Нагороди
- 2014 — премія «Майніті» за найкращий анімаційний фільм року (обійшов «Здійнявся вітер»).